# Церква Покрова Пресвятої Богородиці (Батайськ)
Церква Покрова Пресвятої Богородиці (рос. Храм Покрова Пресвятой Богородицы) — чинна церква в місті Батайськ, Ростовська область, Росія. Відноситься до Ростовської і Новочеркаській єпархії.

## Історія
Вперше про церкву Покрова Пресвятої Богородиці згадується в паперах князя Потьомкіна-Таврійського 1857 року: «село Батайське ― село біля річки Койсуга. По обидва боки від великої дороги з міста Ростова в місто Азов. В селі дерев'яна церква Покрова Пресвятої Богородиці. Церковна земля на суходолі. Однодворці на казенному оброку промишляють хліборобством і скотарством, жінки ведуть польові роботи, прядуть вовну, льон, тчуть полотна для себе і на продаж, зажитку середнього».
За нечисленним писемними джерелами, що дійшли до нашого часу, можна стверджувати, що Покровська Церква на початку ХХ століття перебувала на території, де зараз розташовується Ліцей № 10. Перед початком німецько-радянської війни в 1937 році храм був зруйнований і на його місці було розпочато будівництво школи.
Після закінчення війни Покровський молитовний будинок був відкритий на вул. Островського, 31, в непристосованому приміщенні.
У 1968 році в Покровському молитовному домі був здійснений підпал, і будинок повністю вигорів.
Відбудувати новий храм на місці згорілого будинку не вдалося. На громадські кошти було придбано іншу ділянку землі з напівзруйнованим будинком, де в подальшому і був зведений храм. Будівництво нового храму здійснювалося в період з 1970 по 1973 рік. В подальшому проводились роботи з його облаштування.
У 1994 році була побудована дзвіниця. У вересні 1998 року облаштовано купольну споруду, встановлено центральні позолочений купол та хрест. З'явилася крита галерея, веранда, трапезна, класи недільної школи, службові приміщення, огорожа. Було упорядковано і внутрішнє оздоблення храму, виконаний художній орнамент. Оздоблення, іконостас, різьблення, золото по різьбі виконали майстри тютюнової фабрики і художники з училища імені Грекова.
Будівництво і облаштування храму проводилося за допомогою вірян і на їх добровільні пожертвування. В даний час церква займається благодійною діяльністю, навчанням дітей у недільній школі, яку відвідує 30 дітей. Церква бере активну участь і в справах міста.